# 아편전쟁 (1964년 영화)
"아편전쟁"은 1964년 공개된 대한민국의 영화이다.

## 배역
- 김지미
- 신영균
- 신성일